# Relictus solitarius
Relictus solitarius és una espècie de peix cipriniforme de la família dels ciprínids.

## Morfologia
- Els mascles poden assolir 13 cm de longitud total.[1][2]

## Hàbitat
És un peix d'aigua dolça i de clima temperat.

## Distribució geogràfica
Es troba a Nord-amèrica: conques dels llacs Franklin, Gale, Waring, Steptoe i Spring (l'est de Nevada, els Estats Units).